# Вис (город, Хорватия)
Вис (хорв. Vis) — город в Хорватии, крупнейший населённый пункт одноимённого острова. Население — 1 960 человек (2001). Вис — центр одноимённой общины в составе жупании Сплит-Далмация.
Город Вис расположен в глубине обширной бухты Святого Георгия (хорв. uvala Svetog Jurja) на северо-восточном берегу острова. Связан автомобильной дорогой со вторым по величине городом острова — Комижей и паромной переправой с островом Хвар и материковым городом Сплит.
Население занято туристическим обслуживанием, рыболовством, виноградарством.

## География
Город Вис находится в большом естественно защищенном заливе Святого Юрия с северо-восточной стороны острова Вис, напротив острова Хвар и материковой Далмации. Порт находится в юго-западной части залива, в бухте, которую небольшой остров Хост и полуостров Прирово защищают от открытого моря. Есть еще две маленькие пристани — Кут и Стонца. Автомобильная дорога соединяет Вис со вторым по величине городом острова — Комижа, а паромная переправа — с островом Хвар и материковым городом Сплит.
Бухта разделяет город на две части. Цепь высоких холмов (250—300 м) отделяет Вис от плодородных полей в глубине острова (Драчево и Вело Поле), которые составляют основу экономического развития (виноградарство). К территории города относятся также участки на южном и юго-восточном побережье острова с многочисленными заливами (Милна, Рукавац, Сребрна, Стинива, Стончица, Руда и др.) и островки Будиховац и Равники, которые имеют большой туристический потенциал.
Западная часть острова относится к городу Комижа. Территория Виса включает восточную часть. Кроме самого города, к ней относятся восемь деревень: Драчево Поле, Марине Земле, Милна, Плиско Поле, Подселе, Подстраже, Рогачич и Рукавац.

## История
Вис — один из старейших городов Далмации. Именно на месте современного города Вис в IV веке до н. э. была основана первая греческая колония на Адриатике — Исса. Отсюда греческие колонизаторы начали расселяться на другие острова и на материковое побережье.
В III веке до н. э. Вис вместе со всей Иллирией перешел под контроль Рима. В VIII веке на остров, как и на остальное далматинское побережье, пришли славяне, которые перемешались с греко-римским населением острова.
В Средние века Вис находился главным образом под контролем Венеции, хотя она периодически утрачивала власть над Висом, как и над другими далматинскими островами. По окончании наполеоновских войн в 1815 остров Вис вместе с далматинским побережьем отошёл Австрии.
В XIX веке возле острова состоялись два крупных морских сражения, оба вошли в историю как «сражение при Лиссе».
- Сражение при Лиссе (1811 г.). 13 марта 1811 г. английский флот под командованием капитана Уильяма Хоста разгромил превосходящий франко-венецианский флот.
- Сражение при Лиссе (1866 г.). 20 июля 1866 австрийский флот под командованием Тегетгофа одержал победу над итальянским флотом под командованием Персано.

В 1918—1921 г. остров Вис оккупировали итальянцы, после первой мировой войны он стал частью Югославии. В послевоенное время возле города был построен ряд военно-морских объектов, после чего его посещение иностранцами было запрещено. Запрет был снят лишь в 1989 г., за год до распада Югославии, после которого остров стал частью независимой Хорватии.

## Достопримечательности
- Развалины греческого поселения Исса.
- Францисканский монастырь XVI века, построенный на развалинах греческого и римского театров, несколько церквей и дворцов XVI и XVII веков.
- Военные укрепления различных периодов от Венеции до Австро-Венгрии.

## Экономика
До середины XX века главным занятием жителей Виса было виноградарство и виноделие. Сейчас доходы поступают в основном от туризма и сферы обслуживания. В городе есть единственный на всем восточном побережье Адриатического моря рассадник пальм.

## Культура
- Городской духовой оркестр
- Mузей с богатым археологическим собранием из aнтичной Иссы
- Любительский театр имени Ранко Маринковича
- Центр Матицы хорватской

## Спорт
- Крикетный клуб «Sir William Hoste» («Сэр Уильям Гост»)
- Боулинговый клуб «Вис»
- Клуб настольного тенниса «Исса»
- Футбольный клуб «Вис»
- Парусный клуб «Вис»
- Парусный клуб «Host» («Хост»)
- Стадион «Исса» со спортивно-развлекательным центром

В 1944 году в Висе был возрождён футбольный клуб «Хайдук» (Сплит), расформированный в 1941 году с итальянской оккупацией. Сейчас в городе каждое лето происходят футбольные турниры местных команд.

## Известные люди
- Иван Павао Влахович (хорв. Ivan Pavao Vlahović, 1825—1899) — хорватский медик, биолог, профессор и ректор Падуанского университета, родился в Висе
- Ранко Маринкович (хорв. Ranko Marinković, 1913—2001) — хорватский писатель, родился в Висе
- Влахо Палетак (хорв. Vlaho Paljetak, 1893—1944) — хорватский певец и поэт, учился в Висе
- Весна Парун (хорв. Vesna Parun, 1922—2010) — хорватская поэтесса, провела детство и училась в Висе
- Миховил Пушич (хорв. Mihovil Pušić, 1880—1972) — хварский епископ (1926—1970) и митрополит Задарский, родился в Висе